# Alice Weidel
Alice Elisabeth Weidel (født 6. februar 1979 i Gütersloh i Nordrhein-Westfalen) er en tysk højreorienteret politiker for partiet Alternative für Deutschland (AfD). Siden 2022 har hun sammen med Tino Chrupalla været leder for AfD.

## Baggrund
Weidel voksede op i småbyen Harsewinkel i delstaten Nordrhein-Westfalen. Hun læste økonomi ved universitetet i Bayreuth. Hun har arbejdet som analytiker for investeringsbanken Goldman Sachs i Frankfurt am Main og har en ph.d.-grad i økonomi fra universitetet i Bayreuth. Emnet for doktorafhandlingen var pensionssystemet i Kina. Siden har hun arbejdet som finansrådgiver. Hun har desuden været med til at starte madleveringsfirmaet Foodora op.
Hun er bosat i Schweiz og lever i partnerskab med en kvindelig schweizisk filminstruktør med familiebaggrund fra Sri Lanka. Parret har to børn.

## Partiarbejde
Weidel meldte sig ind i AfD i 2013 og var aktiv i partiet på delstatsniveau i Baden-Württemberg. På landsmødet i 2017 blev hun valgt som partiets topkandidat ved forbundsdagsvalget samme år sammen med partiets næstformand Alexander Gauland. I 2022 blev hun sammen med Tino Chrupalla leder for hele AfD.

## Holdninger
Weidel har været fortaler for at afskaffe kontanter og for at smide Spanien og Portugal ud af eurozonen. Hun ønsker også, at Tyskland skal forlade eurosamarbejdet og genindføre en egen valuta, som følger guldstandarden. Hun er også fortaler for at fjerne skat på arv og er imod minimumsløn på arbejdsmarkedet. Hun ønsker forbud mod burkaer og niqaber og har også sagt, at hun heller ikke ønsker at acceptere hijab på offentlige steder.
AfD som parti er for det, partiet kalder en «traditionel familiestruktur». Weidel siger, at hun ser partiet som en garanti for homoseksuelles rettigheder.